# 马蒂亚斯·蒂里
马蒂亚斯·蒂里（丹麥語：Mathias Thyrri，1997年8月29日—），丹麥男子羽毛球運動員。

## 簡歷
2017年4月，马蒂亚斯·蒂里出戰克羅地亞羽毛球國際賽，與埃米莉·阿尔斯特鲁普合作打進混合雙打比賽準決賽。同年8月，他又出戰保加利亞羽毛球公開賽，分別與索伦·托夫特·汉森和埃米莉·阿尔斯特鲁普合作，赢得男子雙打比賽冠軍和混合雙打比賽亞軍。

## 主要比賽成績
只列出曾進入準決賽的國際賽事成績：
| 年份   | 賽事                     | 公開賽級別 | 項目     | 拍檔                | 成績   |
| ------ | ------------------------ | ---------- | -------- | ------------------- | ------ |
| 2017年 | 克羅地亞羽毛球國際賽     | 未來系列賽 | 混合雙打 | 埃米莉·阿尔斯特鲁普 | 準決賽 |
| 2017年 | 保加利亞羽毛球公開賽     | 國際系列賽 | 男子雙打 | 索伦·托夫特·汉森    | 冠軍   |
| 2017年 | 保加利亞羽毛球公開賽     | 國際系列賽 | 混合雙打 | 埃米莉·阿尔斯特鲁普 | 亞軍   |
| 2017年 | 土耳其羽毛球國際賽       | 國際系列賽 | 男子雙打 | 米克尔·斯托弗森     | 亞軍   |
| 2018年 | 捷克羽毛球國際賽         | 國際系列賽 | 男子雙打 | 埃米尔·海贝尔       | 準決賽 |
| 2018年 | 荷蘭羽毛球國際賽         | 國際系列賽 | 男子雙打 | 埃米尔·海贝尔       | 準決賽 |
| 2018年 | 荷蘭羽毛球國際賽         | 國際系列賽 | 混合雙打 | 伊丽莎·梅尔高       | 亞軍   |
| 2018年 | 希臘羽毛球公開賽         | 國際系列賽 | 男子雙打 | 埃米尔·海贝尔       | 準決賽 |
| 2018年 | 希臘羽毛球公開賽         | 國際系列賽 | 混合雙打 | 伊丽莎·梅尔高       | 準決賽 |
| 2018年 | 意大利羽毛球國際賽       | 國際挑戰賽 | 男子雙打 | 丹尼尔·伦高         | 準決賽 |
| 2019年 | 葡萄牙羽毛球國際賽       | 國際系列賽 | 混合雙打 | 伊丽莎·梅尔高       | 準決賽 |
| 2019年 | 荷蘭羽毛球國際賽         | 國際系列賽 | 男子雙打 | 丹尼尔·伦高         | 冠軍   |
| 2019年 | 荷蘭羽毛球國際賽         | 國際系列賽 | 混合雙打 | 伊丽莎·梅尔高       | 冠軍   |
| 2019年 | 比利時羽毛球國際賽       | 國際挑戰賽 | 男子雙打 | 丹尼尔·伦高         | 準決賽 |
| 2020年 | 瑞典羽毛球公開賽         | 國際系列賽 | 男子雙打 | 丹尼尔·伦高         | 亞軍   |
| 2020年 | 瑞典羽毛球公開賽         | 國際系列賽 | 混合雙打 | 麥爾·蘇羅           | 亞軍   |
| 2020年 | 薩洛盧羽毛球公開賽       | 超級100賽  | 男子雙打 | 丹尼爾·倫高         | 亞軍   |
| 2021年 | 丹麥羽毛球大師賽         | 國際挑戰賽 | 男子雙打 | 丹尼尔·伦高         | 冠軍   |
| 2021年 | 丹麥羽毛球大師賽         | 國際挑戰賽 | 混合雙打 | 麦尔·苏罗           | 準決賽 |
| 2022年 | 丹麥羽毛球大師賽         | 國際挑戰賽 | 混合雙打 | 艾米麗·馬厄隆       | 準決賽 |
| 2022年 | 海洛羽毛球公開賽         | 超級300賽  | 混合雙打 | 艾米麗·馬厄隆       | 準決賽 |
| 2022年 | 愛爾蘭羽毛球公開賽       | 國際挑戰賽 | 混合雙打 | 艾米麗·馬厄隆       | 準決賽 |
| 2022年 | 加拿大羽毛球國際挑戰賽   | 國際挑戰賽 | 混合雙打 | 艾米麗·馬厄隆       | 冠軍   |
| 2023年 | 歐洲羽毛球混合團體錦標賽 | 其他       | 混合團體 | －                  | 冠軍   |
| 2023年 | 西班牙馬德里羽球大師賽   | 超級300賽  | 混合雙打 | 艾米麗·馬厄隆       | 準決賽 |
| 2023年 | 加拿大羽毛球公開賽       | 超級500賽  | 混合雙打 | 艾米麗·馬厄隆       | 亞軍   |
| 2023年 | 美國羽毛球公開賽         | 超級300賽  | 混合雙打 | 艾米麗·馬厄隆       | 亞軍   |
| 2024年 | 歐洲羽毛球錦標賽         | 其他       | 混合雙打 | 艾米麗·馬厄隆       | 季軍   |

| 2007-2017年 | 首要超級賽 | 超級賽 | 黃金大獎賽 | 大獎賽 | 國際挑戰賽 | 國際系列賽 | 未來系列賽 | 其他 |

| 2018-2026年 | 總決賽 | 超級1000賽 | 超級750賽 | 超級500賽 | 超級300賽 | 超級100賽 | 國際挑戰賽 | 國際系列賽 | 未來系列賽 | 其他 |

### 奧運會和世錦賽參賽紀錄
|          | 搭檔          | 2021 | 2022 | 2023 |
| -------- | ------------- | ---- | ---- | ---- |
| 混合雙打 | 麦尔·苏罗     | 16強 | －   | －   |
| 混合雙打 | 艾米麗·馬厄隆 | －   | －   | 64強 |